# پنهان (فیلم ۲۰۰۵)
پنهان (به فرانسوی: Caché به انگلیسی،  Hidden) فیلمی درام محصول سال ۲۰۰۵ به کارگردانی و نویسندگی میشائل هانکه است که در جشنوارهٔ کن آن سال برندهٔ جایزهٔ بهترین کارگردانی شد.

## خلاصه داستان
زندگی آرام یک خانواده فرانسوی زمانی که آنها نوارهایی از تحت نظرگیری بیرون محل اقامت آن‌ها از منبعی نامشخص دریافت می‌شود به آشفتگی می‌گراید. جورج لارنت یک مجری موفّق برنامه‌های ادبی تلویزیون است که با همسر خود آنی، که یک ناشر کتاب و پسر ۱۲ ساله اش پیروت زندگی می‌کند. ویدئوهای بی نشان جلو در گذاشته می‌شود، نوارها دیدی گسترده از جلوی خانه را توسط دوربینی ایستا در خیابان که هیچ وقت دیده نشده نشان می‌دهد. در ابتدا مجهول و بی ضرر، امّا بعداً با ضمیمه‌ای خام، و نقاشی‌های آشفته، نامه منجر به پرسش‌هایی در مورد ابتدای زندگی جورج می‌شود که باعث مختل شدن کار و زندگی‌اش می‌گردد. امّا چون نوارها فاقد هرگونه تهدید است، پلیس کمک به این خانواده را رد می‌کند.
یکی از نوارها جورج را به طرف آپارتمان مجید می‌کشاند، که یک مرد الجزایری است که والدینش برای خانواده جورج قبل از اینکه در ماساکر، پاریس سال ۱۹۶۱ کشته شوند کار می‌کرده‌اند. مجید یتیم در خانواده لارنت باقی می‌ماند، و والدین جورج در آن زمان تصمیم به قبول کردن سرپرستی مجید می‌گیرند. جورج با مجید در مورد نوارها صحبت می‌کند، امّا او این موضوع را رد می‌کند. اگر چه رویارویی حس گناه او را تشدید می‌کند و کابوس‌های شبانه مجید جوان، خطی از خون، بریده شدن سر خروس و تهدید او، بازمی‌گردند.
یک روز پیروت از مدرسه به خانه بازنمی‌گردد و آنی سراغ او را می‌گیرد. جورج و آنی مظنون می‌شوند که او توسط مجید ربوده شده باشد. آنها به سراغ پلیس می‌روند، که جورج را تا خانه مجید همراهی کند. آنها آنجا پسر مجید را هم می‌بینند، پدر و پسر هر دو اطلاع از آدم‌ربایی را رد می‌کنند. پلیس آنها را دستگیر می‌کند امّا آنها صبح روز بعد آزاد می‌شوند. پیروت کمی بعد به خانه بازمی‌گردد؛ او شب را در خانه دوستش بدون اطلاع به کسی مانده. زمانی که آنی پیروت را سرزنش می‌کند، او مادرش را به بی‌توجهی متهم می‌کند چون که او شاهد دارد که آنی به او اجازه داده وآنی از خانواده دوست فرزندش دلجویی می‌کند.
با دعوت مجید، جورج به آپارتمان برمی‌گردد، جایی که بعد از ایستادن هیچ کاری به جز نظاره کردن ندارد که انجام دهد، او از جورج می‌خواهد که بگوید چرا توسط او دنبال می‌شود. مجید خود را به وسیله بریدن گلویش می‌کشد. حالا آنی به جورج اصرار می‌کند تمام ماجرای خود با مجید را بگوید؛ و او به آنی می‌گوید که آنها در خانه صمیمی پدرشان با هم زندگی می‌کردند. زمانی که او شش ساله بود مجید را گول‌می‌زند تا سر خروس خانواده را ببرد، بعد به والدینش می‌گوید مجید برای ترساندن او این کار را کرده. این کار برای خانواده کافی بود که مجید را به یتیم خانه بفرستند.
پسر مجید به استودیو تلویزیونی می‌رود و جورج را پیدا می‌کند، او مسئولیت افسردگی و مرگ مجید را قبول نمی‌کند. مرد جوان آگاهی از نوارها را رد می‌کند، می‌گوید که می‌خواسته بداند که جورج چه احساسی دربارهٔ مرگ پدرش داشته. جورج با ناراحتی به خانه بازمی‌گردد و دو قرص خواب خورده و به رختخواب می‌رود.
سپس یک رؤیا یا یک فلش بک نمایش داده می‌شود، یک مرد و زن به خانه دوران کودکی جورج با یک پژو ۱۹۶۰ می‌رسند. آنها به خانه وارد می‌شوند، و به همراه یک بچّه عرب که اعتراض می‌کند خانه را ترک می‌کنند، او برای وارد شدن به ماشین مقاومت می‌کند، و فرار می‌کند نهایتاً گیر می‌افتد و مغلوب مرد می‌شود. مرد او را مجبور می‌کند که بر روی صندلی عقب به همراه زن بشیند؛ و مرد با ماشین رانندگی می‌کند و دور می‌شود.
پیروت و فرزند مجید هم دیگر را جلوی مدرسه پیروت ملاقات می‌کنند، به هر حال آن‌ها صحبت می‌کنند که شنیده نمی‌شود. پسر مجید می‌رود، وپیروت هم به همراه دو تن از دوستانش بعد از او می‌روند

## حواشی
این فیلم ارسال رسمی کشور اتریش برای دریافت جوایز اسکار در بخش "بهترین فیلم غیر انگلیسی زبان" بود ، اما پس از آن رد صلاحیت شد زیرا "به زبان رسمی کشور ارسال کننده، فیلمبرداری نشده بود" بلکه فرانسوی زبان بود. یک سال بعد کمیته زبان های خارجی قانونی را تصویب کرد که باعث شد هر زبانی قابل قبول باشد، به عنوان فیلم کاندیدا در مراسم سالانه اسکار منظور گردد. از این رو فیلم کانادایی"آب(2005)" به زبان هندی در کانادا در سال 2007 و فیلم استرالیایی "لوور(2012)" به زبان آلمانی در سال 2012 به مراسم سالانه اسکار معرفی شدند.  

## دستاورد ها
این فیلم در لیست "فیلم های عالی" راجر ابرت گنجانده شده است.  همچنین در میان "1001 فیلم شما باید قبل از مرگ" ببینید ، ویرایش شده توسط استیون اشنایدر. 

## پخش
در صحنه ای که ژرژ برای اولین بار با مجید ملاقات می کند ، می توان دوربینی را مشاهده کرد که کاست ضبط می کند که بعداً در فیلم به ژرژ ارسال می شود.  همچنین در صحنه طولانی آخر فیلم که فیلم که تمام نوجوانان مدرسه را ترک می کنند ، پسر مجید و پیرو دیدار می کنند و شروع به صحبت می کنند. 